# Antonius Heuglin
Antonius Heuglin, auch Anton Heuglin (* vor 1535; † 1578 in Lobeda) war ein deutscher evangelischer Theologe und Bibliothekar.

## Leben
Um 1535 wurde Antonius Heuglin herzoglicher Bibliothekar am Hofe des Kurfürsten Johann Friedrich I. in Wittenberg und Torgau (?) und übte dieses Amt 19 Jahre lang aus. 1538 wurde er als Baccalaureus und als Erzieher der beiden älteren Söhne des Kurfürsten erwähnt. Nachdem Johann Friedrich I. im Ergebnis des Schmalkaldischen Krieges einen Teil seines Territoriums und die Kurfürstenwürde verloren hatte, war Heuglin für den Umzug der fürstlichen Bibliothek in das Dominikanerkloster zu Jena und damit für den Aufbau der neuen Universitätsbibliothek zuständig.
1554 musste er dieses Amt aufgeben, da der Landesherr forderte, dass er die vakante Pfarrstelle in Lobeda übernehmen soll. Dieses Amt trat er im Januar 1555 an und übte es bis zu seinem Tode 1578 aus. Im Unterschied zu seinem Amtsvorgänger trat es als sehr sittenstrenger und frommer Pfarrer auf und wachte über die Einhaltung der Moral und christlichen Pflichten, wie Teilnahme am Abendmahl und an der Beichte.